# Berenguer d'Erill i de Pallars
Berenguer d'Erill i de Pallars (? — Roma, 1388) fou un religiós que fou bisbe de Barcelona i bisbe d'Urgell (i copríncep d'Andorra).
Forma part de la família d'Erill de la Baronia d'Erill. El seu pare fou Arnau II d'Erill i Mur, senyor de Castellvell i Baró d'Erill (mort el 1355). La seva mare fou Beatriu de Pallars i Mataplana.
Fou monjo i prior de Montserrat i abat de Gerri (1365). Més tard esdevingué bisbe de Barcelona (1369-71), on es va comprometre a respectar certs drets de la ciutat. Posteriorment va anar a la Seu d'Urgell (1371) on feu reformes al seu palau i a l'església i impulsà la construcció d'un pont a Collegats.
Durant el Cisma d'Occident va ser neutral i tot que va obeir al papa Climent VII, per por del rei. Es un bisbe famós a la Seu d'Urgell perquè establí la festa de sant Ot que se celebra el 7 de juliol.